# Герой Радянського Союзу
Герой Радянського Союзу — найвища державна нагорода Радянського Союзу. Встановлена постановою Центрального Виконавчого Комітету СРСР від 16 квітня 1934 року як відзнака за особисті або колективні заслуги перед радянською державою, пов'язані зі здійсненням «героїчного подвигу».

## Впровадження звання
Постановою ЦВК СРСР від 29 липня 1936 року затверджено Положення про звання Героя Радянського Союзу. Право присвоєння цього звання надавалось ЦВК СРСР, а з грудня 1936 року — Президії Верховної Ради СРСР.
Указом Президії Верховної Ради СРСР від 1 серпня 1939 року з метою особливої відзнаки громадян — Героїв Радянського Союзу та тих, що здійснюють нові героїчні подвиги, впроваджено медаль «Герой Радянського Союзу» (з 16 жовтня 1939 року почала іменуватись медаллю «Золота Зірка»), яка мала форму п'ятикутної зірки.
Президія Верховної Ради СРСР Указом від 14 травня 1973 року затвердила Положення про звання Героя Радянського Союзу в новій редакції.

## З положення про звання (в останній редакції 1988 року)
Звання Героя Радянського Союзу є найвищим ступенем відзнаки та надається за особисті або колективні заслуги перед Радянською державою та суспільством, пов'язані із здійсненням героїчного подвигу.
Звання Героя Радянського Союзу надавала Президія Верховної Ради СРСР.
Герою Радянського Союзу вручалося:
- найвища нагорода СРСР — орден Леніна;
- знак особливої відзнаки — медаль «Золота Зірка»;
- грамота Президії Верховної Ради СРСР.

Герой Радянського Союзу, що вдруге здійснив героїчний подвиг, не менший за перший, удостоюється вдруге звання Героя Радянського Союзу та нагороджується другою медаллю «Золота Зірка». В ознаменування його подвигів споруджується бронзове погруддя Героя з відповідним написом, яке встановлюється на його батьківщині, про що робиться запис в Указі Президії Верховної Ради СРСР про нагородження.
Герой Радянського Союзу, нагороджений двома медалями «Золота Зірка», за нові героїчні подвиги, подібні до раніше здійснених, може бути втретє нагороджений медаллю «Золота Зірка». При нагородженні Героя Радянського Союзу орденом Леніна та медаллю «Золота Зірка» йому одночасно з орденом та медаллю вручається і грамота Президії Верховної Ради СРСР.
У разі, якщо Герою Радянського Союзу буде надано звання Героя Соціалістичної Праці, в ознаменування його героїчного та трудового подвигів споруджується бронзове погруддя Героя із відповідним написом, що встановлюється на його батьківщині, і про що робиться запис в Указі Президії Верховної Ради СРСР про надання звання Героя Соціалістичної Праці.
Герої Радянського Союзу користуються пільгами, встановленими законодавством. Медаль «Золота Зірка» Героя Радянського Союзу носиться на лівому боці грудей над усіма іншими орденами та медалями СРСР. Позбавити звання Героя Радянського Союзу може тільки Президія Верховної Ради СРСР.

## Історія нормативних актів про звання

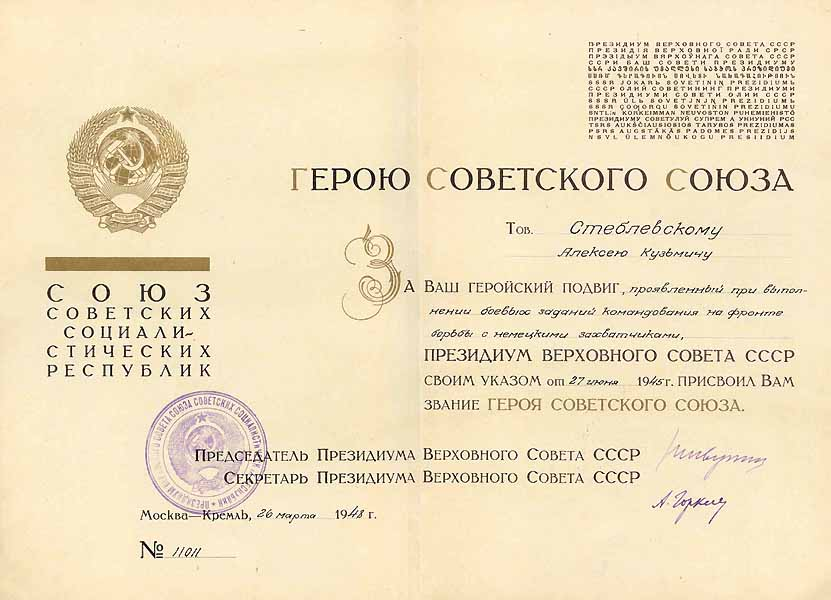
Грамота Героя Радянського Союзу

Звання Героя Радянського Союзу (далі — ГРС) — найвища відзнака радянського періоду, найпочесніше звання радянської нагородної ієрархії.
Звання ГРС — перша у світі нагорода такого роду. Хоча в декількох країнах і було поняття «національний герой», але воно не було офіційною відзнакою. Після закінчення Другої світової війни деякі країни соціалістичної орієнтації за аналогією із званням ГРС ввели національні найвищі ступені відзнаки, зокрема:
- у Монголії — Герой МНР,
- у Чехословаччині — Герой ЧССР,
- у Болгарії — Герой НРБ,
- у Сирії — Герой Сирії.

Звання ГРС запроваджено Постановою ЦВК СРСР від 16 квітня 1934 року. Передбачалося, що Героям Радянського Союзу видається особлива грамота. Жодних інших атрибутів і відзнак для Героя Радянського Союзу тоді введено не було.
Положення про звання Героя Радянського Союзу було вперше впроваджене 29 липня 1936 року. Воно вводило порядок вручення ГРС окрім грамоти ЦВК також і ордена Леніна — вищої нагороди СРСР. Відтоді всі Герої Радянського Союзу отримували орден Леніна аж до розпаду СРСР 1991 року. Отримали його заднім числом і ті 11 осіб, кому звання Героя Радянського Союзу надали до виходу цієї постанови.
Потреба в особливій відзнаці для Героя Радянського Союзу з'явилась на три роки пізніше, коли Героями Радянського Союзу уже було 122 особи (двоє з них — льотчики Сигізмунд Олександрович Леваневський та Валерій Павлович Чкалов на той час уже загинули, а 19 звань надали посмертно).
1 липня 1939 року вийшов Указ Президії Верховної Ради СРСР «Про додаткові відзнаки Героїв Радянського Союзу» від 1 серпня 1939 року. Статті 1 та 2 Указу проголошували, що для особливої відзнаки громадян, вшанованих званням Героя Радянського Союзу, впроваджується медаль «Герой Радянського Союзу», яка вручається одночасно з наданням звання Героя Радянського Союзу та врученням ордена Леніна. Статті 3 та 4 цього Указу, згідно з якими звання Герою Радянського Союзу могло бути надано не більше трьох разів, автоматично обмежували максимальну кількість нагороджень медаллю «Герой Радянського Союзу». Вручення ордена Леніна при цьому передбачалося тільки при наданні першого звання Героя Радянського Союзу.

Орден Леніна — підвісний варіант 1943 року (вручався Героям Радянського Союзу)

Цей Указ також передбачав, що при наданні другого звання ГРС споруджується бронзове погруддя Героя на його батьківщині, а при наданні третього звання Героя Радянського Союзу — бронзове погруддя поряд із Палацом Рад, який тоді активно споруджувався в Москві на місці зруйнованого Храму Христа-Спасителя. Втім, будівництво цього Палацу з початком війни зупинили ще до появи першого тричі Героя Радянського Союзу, а збудовану частину пізніше знесли, тож цей пункт Указу 1939 року виконаний так ніколи і не був. Пізніше погруддя тричі Героїв встановлювали в Московському кремлі.
Опис медалі було затверджено Указом від 16 листопада 1939 року, який також змінив назву медалі: відтоді вона називалась медаль «Золота Зірка» (від 1 червня до 16 жовтня 1939 року звання Героя Радянського Союзу не надавалося, тому під первинною назвою медаль нікому не видали).
Видача медалей «Золота Зірка» здійснювалася в порядку надання звання Героя Радянського Союзу, зокрема особам, кому це звання було надано до впровадження медалі «Золота Зірка»; при цьому номер медалі відповідав номеру грамоти ЦВК або Президії Верховної Ради. При повторних наданнях звання Героя Радянського Союзу нумерація медалей двічі-, тричі- та чотириразових Героїв Радянського Союзу починалась з номера 1.
Положення про звання Героя Радянського Союзу в новій редакції з'явилося 14 травня 1973 року, деякі зміни в нього були внесені Указом від 18 липня 1980 року. В указі вказувалося, що звання Героя Радянського Союзу «надається за особисті та колективні заслуги перед Радянською державою та суспільством, пов'язані із здійсненням героїчного подвигу». Новим було те, що при повторному та наступних нагородженнях ГРС медаллю «Золота Зірка» йому щоразу знову вручався орден Леніна. Крім того, попереднє обмеження числа нагороджень трьома одній особі було зняте, завдяки чому Генеральний секретар ЦК КПРС, Маршал Радянського Союзу Леонід Брежнєв зміг стати чотириразовим Героєм Радянського Союзу. Маршал Радянського Союзу Георгій Жуков 1956 року став чотириразовим Героєм Радянського Союзу з прямим порушенням чинного тоді Указу.
1988 року дане положення змінили й встановили, що орден Леніна вручається тільки при першому врученні медалі «Золота Зірка».

## Історія надання звання

### Передвоєнні часи
Уперше звання ГРС було надано 20 квітня 1934 року Постановою ЦВК СРСР за врятування полярної експедиції та екіпажу криголаму «Челюскін» семи льотчикам:
- Михайлові Васильовичу Водоп'янову,
- Іванові Васильовичу Дороніну,
- Миколі Петровичу Каманіну,
- Сигізмунду Олександровичу Леваневському,
- Анатолієві Васильовичу Ляпідевському,
- Василеві Сергійовичу Молокову,
- Маврикію Трохимовичу Слєпньову.

Всі вони отримали особливі грамоти ЦВК. Окрім того, їм були вручені ордени Леніна, що не було передбачено Постановою про впровадження звання ГРС, яка діяла на той час. Грамоту № 1 вручили Ляпідевському, який пізніше отримав медаль «Золота Зірка» за номером 1 (орден Леніна № 515). Під час Другої світової війни полковник (з 1946 генерал-майор) Ляпідевський очолював авіаційний завод. Він також був нагороджений двома орденами Леніна, орденом Червоного Прапора, орденами Вітчизняної війни I та II ступенів, двома орденами Червоної Зірки та орденом Трудового Червоного Прапора. Помер у 1983 році.
Восьме звання Героя Радянського Союзу в 1934 році було присвоєно видатному льотчикові Громову М. М., що здійснив за 75 годин рекордний безпосадочний переліт на відстань в 12 411 км. Членів його екіпажу було нагороджено лише орденами.
В 1935 році звання Героя Радянського Союзу не присвоювалось.
Наступними Героями Радянського Союзу 24 липня 1936 року стали льотчики Чкалов В. П., Байдуков Г. П., Беляков О. В., що здійснили безпосадочний переліт з Москви на Далекий Схід.
31 грудня 1936 року звання Героя Радянського Союзу вперше було присвоєне за військові подвиги. Героями стали 11 командирів Червоної Армії — учасників Громадянської війни в Іспанії. Всі вони також були льотчиками, а троє з них за походженням — іноземці. Це італієць Прімо Джибеллі (перший Герой Радянського Союзу, що народився за межами СРСР), німець Ернст Шахт та болгарин Захарі Захарієв (у Постанові ЦВК СРСР значився під прізвищем Волкан Горанов). В числі цих 11-ти ГРС був лейтенант 61-ї винищувальної ескадрильї С. О. Черних, що першим з радянських льотчиків збив винищувач «Мессершміт». В 1941 році він командував 9-ю змішаною авіадивізією, згодом був заарештований НКВС та розстріляний 27 червня 1941 року.
Також за участь в боях в Іспанії звання Героя Радянського Союзу отримав льотчик Павло Ричагов Після цього, в 1938 році під час конфлікту між СРСР та Японією біля озера Хасан він командував ВПС Приморської групи Далекосхідного фронту. В 1939 році призначений командувачем ВПС 9-ї армії. Брав участь в радянсько-фінській війні, після чого був призначеним головою Головного Управління ВПС Генерального штабу, ставши наймолодшим головою військової авіації в СРСР за всю історію. В червні 1941 року був звинувачений в зраді, заарештований НКВС і розстріляний разом із своєю жінкою 28 жовтня 1941 року.
В ході війни в Іспанії трьом особам звання Героя Радянського Союзу було присвоєне посмертно, що стало першим випадком посмертної нагороди в СРСР.
В червні 1937 року звання Героя Радянського Союзу присвоєне групі осіб за організацію та здійснення доставки літаками на Північний полюс екіпажу першої у світі полярної дрейфувальної метеостанції. Героями стали керівник висадки Шмідт О. Ю. (перший ГРС — не льотчик), голова полярної авіації СРСР Шевельов М. І., начальник організованої станції Папанін І. Д. та ще 5 льотчиків. До речі, саме у крапку Північного полюсу люди зійшли уперше у 1948 році (якщо не рахувати Пірі у 1909 році, чиє досягнення полюсу не є задокументованим), група Олександра Кузнецова.
Через два місяці з'явились ще 2 ГРС — льотчики Юмашев А. Б. та Данілін С. О. — члени екіпажу Громова М. М., що здійснив рекордний за дальністю переліт з Москви в США через північний полюс.
Влітку 1937 року звання Героя Радянського Союзу присвоєно військовим не льотчикам: групі танкістів на чолі з комбригом Павловим Д. Г. за участь у боях в Іспанії. Серед них були лейтенанти Селезньов та Білібін К. Я., яким звання присвоєне посмертно. Сам Д. Г. Павлов через три роки був вже генералом армії, командувачем Західним Особливим військовим округом. Влітку 1941 року заарештований НКВС та розстріляний.
У березні 1938 року завершився льодовий дрейф екіпажу станції «Північний полюс», що протягом 274 діб займався науковими дослідженнями. Трьом членам екіпажу (окрім Папаніна): Е. Т. Кренкелю, П. П. Ширшову та Є. К. Федорову також присвоєно звання ГРС. Вони стали першими, хто отримав це звання не від імені ЦВК СРСР, а від імені Президії Верховної Ради.

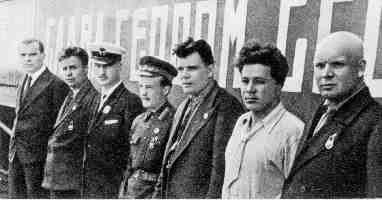
Перші сім Героїв Радянського Союзу

Через кілька місяців Героєм Радянського Союзу став льотчик Коккінакі В. К. за випробування літаків та встановлення світових рекордів висоти польоту, а також декілька військових — учасників боїв в Китаї проти японської армії. Першим з них також був льотчик, командир авіаційної групи Полинін Ф. П.
Наказом Президії Верховної Ради СРСР від 25 жовтня 1938 року відбулося перше масове присвоєння звання Героя Радянського Союзу. Його були удостоєні 26 військових — учасників боїв з японською армією, що увійшла на територію СРСР в районі озера Хасан поблизу Владивостоку. Це був перший випадок, коли ГРС стали не представники командного складу Червоної армії — 4 з 26 були рядовими червоноармійцями. П'ятеро з 26 нагороджених пізніше були заарештовані НКВС та розстріляні, ще двоє — засуджені на тривалі строки ув'язнення.
Наказом від 25 жовтня 1938 року вперше відбулося присвоєння звання Героя Радянського Союзу і жінкам. Льотчиці Гризодубова В. С., Осипенко П. Д. та Раскова М. М. були нагороджені за здійснення безпосадочного перельоту з Москви на Далекий Схід на літаку «Родина» на відстань в 5 908 км. Осипенко через рік загинула в авіакатастрофі, при цьому збивши літак одного з перших Героя Радянського Союзу комбрига Серова. Раскова загинула в авіакатастрофі в 1942 році, до загибелі сформувавши перший у світі жіночий авіаційний полк.
У 1939 році відбулося ще одне масове присвоєння звання Героя Радянського Союзу. За бойові подвиги, здійснені в боях з японською армією на річці Халхин-Гол на території Монголії звання Героя Радянського Союзу удостоєні 70 осіб, з них 20 посмертно. Серед Героїв Халхин-Голу було 14 піхотинців та загальновійськових командирів, 26 танкістів, 3 артилериста, і більше за всіх — льотчиків (27). 14 з 70 відносились до сержантського складу, і лише один (Лазарєв Євген Кузьмич) був рядовим червоноармійцем; всі інші — командири та генеральський склад. З генералів за бої на Халхин-Голі Героями Радянського Союзу стали комкор Г. К. Жуков та командарм другого рангу, найстарший в званні серед тих, хто отримав звання ГРС за ці бої, — Штерн Г. М. (пізніше заарештований НКВС та розстріляний без суду восени 1941 року).
Окрім того, за бої на Халхин-Гол 3військових стали першими Двічі Героями Радянського Союзу. Всі вони були льотчиками: майор Грицевець С. І. (звання ГРС присвоєне наказами від 22.02.1939 та 29.08.1939), полковник Кравченко Г. П. (накази від 22.02.1939 та 29.08.1939), а також комкор Смушкевич Я. В. (накази від 21.06.1937 та 17.11.1939). Смушкевич був заарештований НКВС навесні 1941 року, позбавлений всіх нагород та розстріляний разом з Ричаговим та Штерном, ставши першим розстріляним Двічі Героєм Радянського Союзу, та першим двічі Героєм, позбавленим цього звання. Грицевець, який збив під Халхин-Голом 12 ворожих літаків (рекорд серед радянських льотчиків), загинув в авіакатастрофі 16 вересня 1939 року, менше ніж через місяць після нагородження. За непідтвердженими даними, авіакатастрофа була організована НКВС. Кравченко, що командував на Халхин-Голі 22 винищувальним полком, в 1940 році став наймолодшим генерал-лейтенантом Червоної армії за всю історію (у віці 28 років). Загинув в день свята Радянської Армії та Військово-Морського флоту 23 лютого 1943 року, вистрибнувши з підбитого літака, але не зміг скористатись парашутом.
Нагороджені за бої на Халхин-Голі стали першими, хто отримав спеціальні відзнаки — медалі «Золота Зірка».
На початку 1940 року відбулося чергове масове присвоєння звання Героя Радянського Союзу: «Золоті Зірки» вручили всім 15 членам криголамного пароплаву «Георгій Седов», що дрейфував в кризі Північного Льодовитого океану 812 днів (з 1937 року). Пізніше присвоєння звання Героя Радянського Союзу всьому екіпажу корабля або всьому складу підрозділу ніколи не повторювалось (окрім трьох випадків нагородження зведених загонів в роки німецько-радянської війни та екіпажів космічних кораблів — див. нижче). Окрім того, голова рятувальної експедиції на криголамі «Й. Сталін» з виведення із криги «Г. Седова» Герой Радянського Союзу Папанін став двічі Героєм, попри те, що його діяльність на посаді голови експедиції не була пов'язана ні з яким ризиком. Папанін став єдиним з п'яти «довоєнних» двічі Героїв, хто не був льотчиком.
За підсумками радянсько-фінської війни (зима 1939—1940 рр.) звання ГРС удостоєні 412 осіб. Найстаршими за званням серед них були командарм 1-го рангу Тимошенко С. К. та командарм 1-го рангу Кулік Г. І. (обидва в майбутньому — Маршали Радянського Союзу; Кулік в 1942 році заарештований НКВС, позбавлений звання ГРС та маршальського звання, розстріляний в 1951 році). Льотчик генерал-майор Денісов С. П. за бої в Фінляндії отримав другу «Золоту Зірку», ставши останнім з «довоєнних» двічі Героїв Радянського Союзу.
До кінця 1940 року з'явився ще один ГРС — іспанець Рамон Меркадер, удостоєний цього звання за вбивство в Мексиці Льва Троцького (справжнє прізвище — Бронштейн), в минулому Верховного Головнокомандувача Збройними Силами Радянської республіки та члена Політбюро ВКП(б). Меркадеру звання ГРС було присвоєне таємним наказом під чужим прізвищем (Лопес Рамон Іванович), позаяк після проведеного ним вбивства він був заарештований та ув'язнений на 20 років в мексиканській в'язниці. Лише через 20 років, вийшовши з в'язниці та приїхавши в СРСР, в 1961 році він отримав свою Золоту Зірку. Рамон Меркадер став останнім Героем Радянського Союзу до початку німецько-радянської війни.
Всього до початку німецько-радянської війни звання ГРС було удостоєно 626 осіб, в тому числі 3 жінки, з них п'ятеро стали двічі Героями. До війни частина героїв загинула — в тому числі Чкалов, Осипенко, Серов та двічі Герой Радянського Союзу Грицевець. Ще один двічі ГРС — Смушкевич — на момент початку війни знаходився під арештом як «ворог народу».
У передвоєнну добу стався випадок незаконного отримання зірки Героя. 21 квітня 1940 року Указом звання Героя було присвоєно журналісту газети «Комсомольська правда» Валентину Пургіну. Однак з'ясувалося, що подання до нагороди було підробленим, а сам Пургін насправді виявився злодієм і шахраєм рецидивістом Володимиром Голубченко, що знаходився в розшуку. У липні 1940 року Указ про присвоєння звання був скасований. А Голубенко (Пургін) за вироком суду був розстріляний.

### Німецько-радянська війна
Переважна більшість Героїв Радянського Союзу з'явилась в роки німецько-радянської війни: 11635 осіб (92 % від загального числа удостоєних цього звання).
За часів німецько-радянської війни звання Героя Радянського Союзу першими були удостоєні льотчики-винищувачі молодші лейтенанти Жуков М. П., Здоровцев С. І., Харитонов П. Т., що відзначились у повітряних боях з бомбардувальниками противника під Ленінградом. 27 червня 1941 року ці льотчики на своїх винищувачах І-16 застосували проти ворожих бомбардувальників Ju-88 таранні удари. Звання Героя Радянського Союзу було присвоєне ним Указом Президії Верховної Ради СРСР від 8 липня 1941 року.
Командир ланки 46-го винищувального полку 14-ї змішаної авіаційної дивізії старший лейтенант Іванов І. І. виконав таран ворожого літака в перші хвилини війни в районі селища Загорці Дубенського району Рівненської області, при цьому загинувши. Звання Героя Радянського Союзу було присвоєне йому наказом від 2 серпня 1941 року. Але перший таранний удар в авіації за часів війни належить Кокореву Д.В з 124-го винищувального авіаційного полку. На своєму винищувачі МіГ-3 він таранив бомбардувальник Юнкерс Ю-88 в районі міста Замбрув в 4 години 15 хвилин 22 червня 1941 року, тоді як Іванов виконав таран в 4.25 того ж дня. Всього в перший день війни льотчики виконали 15 таранів, але звання Героя Радянського Союзу отримав тільки Іванов.
Першим двічі Героєм Радянського Союзу, що отримав це звання за часів війни, став командир 401-го особливого винищувального авіаполку Герой Радянського Союзу полковник Супрун С. П., який загинув 4 липня 1941 року, ставши двічі Героєм Радянського Союзу посмертно.
Наказом від 13 серпня 1941 року звання Героя Радянського Союзу було присвоєне десяти льотчикам — бомбардувальникам, що брали участь в перших нальотах на Берлін та інші міста Німеччини. П'ятеро з них служили в морській авіації — полковник Преображенський Є. М., капітани Гречишніков В. О., Єфремов А. Я., Плоткін М. Н., Хохлов П. І. Інші були представниками дальної авіації — майори Щелкунов В. І. та Малигін В. І., капітани Тіхонов В.Г та Крюков Н. В., лейтенант Лахонін В. І.
Першим Героєм Радянського Союзу в сухопутних військах за часів війни став командир 1-ї Московської мотострілецької дивізії полковник Крейзер Я. Г. (наказ від 15 липня 1941 р., медаль «Золота Зірка» № 561) за організацію оборони на річці Березина. Він же став першим євреєм — Героєм Радянського Союзу часів ВВВ.
У Військово-Морському флоті першим Героєм Радянського Союзу став командир відділення старший сержант Кісляков В. П., що відзначився в ході висадки десанту в Мотовській затоці в Заполяр'ї в червні 1941 року. Звання Героя Радянського Союзу йому було присвоєне Наказом Президії Верховної Ради СРСР від 14 серпня того ж року.
Серед прикордонників першими ГРС стали військовослужбовці, що вступили в бой на річці Прут 22 червня 1941 року: лейтенант Костянтинов А. К., сержант Бузіцков І. Д., молодший сержант Міхальков В. Ф. Їм звання ГРС присвоєне Наказом від 26 серпня 1941 р.
Першим Героєм Радянського Союзу — партизаном став командир партизанського загону на території Білорусі, секретар райкому партії Бумажков Т. П. (Наказ Президії Верховної Ради СРСР від 6 серпня 1941 р.)
Всього в 1941 році звання Героя Радянського Союзу отримали кілька десятків осіб, і всі вони — в період з липня по листопад. Потім німці підійшли до Москви, і питання нагородження опинились надовго забутими.
Присвоєння звання Героя Радянського Союзу відновилось взимку 1942 року. Наказом від 16 лютого 1942 року звання Героя Радянського Союзу було присвоєне Зої Анатоліївні Космодем'янській. Вона стала першою з 87 жінок — ГРС часів ВВВ.
Наказом від 21 липня 1942 року Героями стали всі 28 «панфілівців» (див. нижче).
В червні того ж року з'явився перший двічі Герой Радянського Союзу, обидва рази удостоєний цього звання за часів війни. Їм став командир 2-го Гвардійського Червонопрапорного винищувального авіаполку Північного флоту підполковник Сафонов Б. Ф. (Накази від 16.09.41 та 14.06.42, посмертно). Він також став першим двічі Героєм Радянського Союзу серед військовослужбовців військово-морського флоту з моменту впровадження даної нагороди.
Наступним двічі ГРС часів війни став льотчик бомбардувальної авіації командир ескадрильї капітан Молодчий А. І. (накази від 22.10 та 31.12.42).
За 1943 рік звання двічі ГРС удостоїлись 9 осіб. Серед них 8 льтчиків: 5 винищувачів, 2 із штурмової та 1 з бомбардувальної авіації. Всі вони нагороджені одним Наказом від 24.08.1943. З них шестеро отримали обидві «Золоті Зірки» протягом 1943 року. Серед цих шести був Покришкін О. І., який через рік став першим в історії Тричі Героєм Радянського Союзу і єдиним Тричі Героєм, що отримав всі три «Золоті Зірки» за часів війни.

Герой Радянського Союзу Слободянюк Іван Лук'янович, який загинув під час забезпечення переправи підрозділів Червної Армії через Дніпро

Наймасовіша видача «Золотих Зірок» відбулась після форсування р. Дніпро восени 1943 року. Тоді звання ГРС отримали 2438 осіб (47 генералів та маршалів, 1123 офіцери, 1268 сержантів та солдатів). Це склало майже чверть всіх ГРС часів ВВВ. Один з 2438 став Двічі ГРС — командир стрілецької дивізії Фесін І. І., ставши першим в історії двічі ГРС не із складу авіації.
В тому ж році звання ГРС вперше біло присвоєне людині, яка не була ані військовослужбовцем РСЧА, ані громадянином СРСР. Нею став надпоручник Отакар Ярош, що воював у складі 1-го чехословацького піхотного батальйону.
В 1944 році кількість ГРС зросла більш ніж на 3 тисячі.
В цьому році першим в історії Тричі ГРС став командир винищувальної дивізії Покришкін О. І. (Наказ від 19 серпня 1944 р.).
Наказом від 27 червня 1958 року було об'явлено про присвоєння звання ГРС посмертно Котику В. О. — партизану, якому на момент скоєння подвигу виповнилося 14 років.

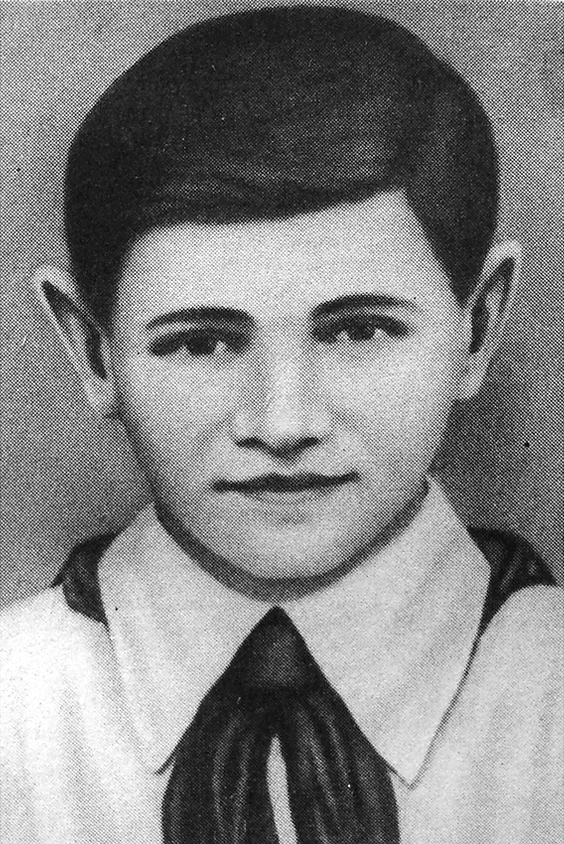
Котик Валентин Олександрович — наймолодший в історії Герой Радянського Союзу

В 1945 році присвоєння звання ГРС продовжувалось в ході бойових дій, а потім протягом кількох місяців після перемоги. Так, до 9 травня 1945 року з'явилось 28, а після — 38 Двічі Героїв. Тоді ж двоє з Двічі Героїв були нагороджені третьою «Золотою Зіркою»: командувач 1-м Білоруським фронтом Маршал Радянського Сюзу Жуков Г. К. (Наказ від 1 червня 1945 року) та командир винищувального авіаполку майор Кожедуб І. М. (Наказ від 18 серпня 1945 року).
В історії ВВВ були випадки масового присвоєння звання Героя Радянського Союзу всьому особовому складу підрозділів: Наказом від 21 липня 1942 року ГРС стали всі бійці підрозділу винищувачів танків з 1075-го полку 316 стрілецької дивізії генерал-майора Панфілова І. В.. Всім їм звання ГРС було присвоєне посмертно, але потім п'ятеро з них виявились живими.
Наказом від 18 травня 1943 року звання ГРС були удостоєні всі бійці взводу лейтенанта Широніна П. М. з 78-го гвардійського стрілецького полку 25-ї гвардійської стрілецької дивізії. Протягом п'яти діб, починаючи з 2 березня 1943 року, взвод, посилений 45-мм гарматою, обороняв залізничний переїзд поблизу селища Таранівка Готвальдовського району Харківської області, відбивши кілька десятків атак танків та піхоти. Живими залишились 5 бійців з 25-ти, включаючи тяжко пораненого лейтенанта Широніна (після лікування демобілізований, загинув в автомобільній катастрофі в 1968 р.).
Наказом від 2 квітня 1945 року було проведене останнє масове присвоєння звання ГРС. При звільненні міста Миколаїв 28 березня 1944 року подвиг здійснили 68 військовослужбовців десантного загону (55 моряків та 12 солдатів) під головуванням старшого лейтенанта Ольшанського К. Ф.  [Архівовано 18 жовтня 2006 у Wayback Machine.]. Десант було висаджено в порту Миколаєва. До підходу основних сил в бою загинуло 55 осіб з 68. Всім загиблим та вцілілим було присвоєно звання ГРС. Окрім власне десантників у складі загону випадково опинився один підводник, але йому звання ГРС було присвоєне лише через 20 років.
Всього за подвиги часів ВВВ звання ГРС удостоєні 11626 вояків. 101 особа стала Двічі Героєм, троє — Тричі Героями: Жуков Г. К., Кожедуб І. М., Покришкін О. І.
Необхідно вказати, що в 1944 році був обнародуваний Наказ про присвоєння звання Тричі Героя Радянського Союзу штурману винищувального авіаполку майору Гулаєву М. Д., але він був позбавлений цього звання за бешкет, вчинений ним в одному з московських ресторанів наступного дня. Тож формально Гулаєв Н. Д. був четвертим Тричі ГРС за всю історію даної нагороди, пробувши в цьому званні один день.
За подвиги під час війни з Японією 93 особи стали ГРС, з них 6 — двічі ГРС:
- Головнокомандувач радянськими військами на Далекому Сході Маршал Радянського Союзу Василевський О. М.
- Командувач 6-ї гвардійської танкової армії генерал Кравченко А. Г.
- Командувач 5-ї армії генерал Крилов М. І.
- Головний маршал авіації Новиков О. О.
- командувач окремою конно-механізованою групою Плієв І. О. (єдиний осетин — Двічі ГРС)
- старший лейтенант морської піхоти Леонов В. М.

Серед Двічі Героїв часів війни було 3 Маршали (Василевський А. М., Конєв І. С., Рокоссовський К. К. — в минулому в'язень сталінського ГУЛАГу, в майбутньому — міністр оборони Польщі), один Головний маршал авіації (Новіков О. О. — через рік після війни заарештований НКВС, розжалуваний, просидів у в'язниці до смерті Сталіна), 21 генерал та 76 офіцерів. Солдатів та сержантів серед Двічі Героїв не було.
Звання ГРС носять четверо повних кавалерів ордена Слави: артилерист гвардії старший сержант Альошин А. В., льотчик-штурмовик молодший лейтенант Драченко І. Г., морський піхотинець гвардії старшина Дубинда П. Х., артилерист сержант Кузнецов М. І.

### Післявоєнні часи
Після війни і до смерті Сталіна звання ГРС присвоювалось відносно рідко. Серед ГРС цього періоду були льотчики 64-го винищувального авіаційного корпусу, що воювали в 1950-53 році в Північній Кореї, льотчики-випробувачі реактивних літаків Стефановський П. М. та Федотов І. Є., начальник полярної метеостанції «Північий полюс-2» Сомов М. М. (експедиція 1950-51 рр). Така висока нагорода вченому пояснюється вкрай важливим значенням експедиції: на відміну від папанінської експедиції 1937 року вона була цілком таємною і досліджувала можливість досягнення берегів Америки атомними підводними човнами під льодом Арктики.
В ті ж часи (1947 р.) ГРС, Адмірал флоту Радянського Союзу Кузнецов М. Г. був розжалуваний та знятий з посади командувача ВМФ СРСР (приводом стала загибель лінкору «Новоросійськ» на рейді Севастополя 9 жовтня 1955 року з численними людськими жертвами); ГРС генерал-полковник Гордов В. М. та ГРС генерал-майор Кулик Г. І. (в минулому — Маршал Радянського Союзу) заарештовані МДБ та розстріляні.
Після смерті Сталіна одним з перших Наказів про присвоєння звання ГРС став наказ про присвоєння цього звання в четвертий раз Жукову Г. К. у 1956 році. При цьому він став першою особою, хто був нагороджений «Золотою Зіркою» з приводу ювілею (згідно з текстом Наказу, з приводу 60-річчя із дня народження), що було порушенням діючого Положення про звання ГРС; по-друге, діюче на той час положення передбачало присвоєння звання ГРС не більше трьох разів, тож нагородження Жукова порушувало положення і в цьому пункті; по-третє, він був нагороджений через місяць після придушення радянськими військами народного повстання в Угорщині. Скоріше за все, той факт, що Жуков особисто керував придушенням повстання, був справжньою причиною нагородження.
У тому ж 1956 році ГРС став Маршал Радянського Союзу Ворошилов К. Є. (у зв'язку з 75-річчям із дня народження). В 1968 році, за правління Брежнєва, він став Двічі ГРС (у зв'язку з 50-річним ювілеєм Збройних Сил СРСР).
За часів правління Хрущова Двічі ГРС став Маршал Радянського Союзу Будьонний С. М. (Накази від 1 лютого 1958 та 24 квітня 1963), а Брежнєв продовжив цю традицію, нагородивши його в 1968 році третьою «Золотою Зіркою». Таким чином, Будьонний С. М. став єдиним Тричі ГРС, що отримав всі три звання в мирний час, не беручі участі у військових діях.
У 1957 році Двічі ГРС за випробування нової авіаційної техніки став льотчик-випробувач Коккінакі В. К., що був нагороджений першою «Золотою Зіркою» ще в 1938 році.
Того ж року звання ГРС отримав льотчик Девятаєв М. П. В 1945 році він вчинив втечу з німецького концтабору на острові в Балтійському морі, викравши бойовий літак з розташованого там аеродрому. Разом із дев'ятьма іншими в'язнями концтабору йому вдалося перелетіти через лінію фронту в розташування радянських військ. Після цього всі втікачі були заарештовані НКВС і після допитів розподілені у штрафні батальйони. Після закінчення війни ті з них, хто залишився в живих, були ув'язнені в таборах ГУЛАГу.
Таким чином, М. П. Дев'ятаєв став єдиним, хто за один і той же вчинок був засуджений до покарання і нагороджений званням Героя Радянського Союзу.
З 1961 року почалась традиція присвоєння звання ГРС радянським космонавтам. Першим з них був космонавт № 1 Гагарін Ю. О.
1964 року звання ГРС присвоєне розвіднику Ріхарду Зорге (посмертно).
1964 року звання ГРС присвоєне Першому секретарю ЦК КПРС Хрущову М. С. з приводу його 70-річного ювілею. Він став єдиним ГРС, одночасно нагородженим трьма званнями Героя Соціалістичної Праці і, відповідно, трьома медалями «Серп і Молот».
1965 року, за часів правління Брежнєва, з'явилось положення про міста-герої, відповідно до якого цим містам (спочатку їх було 5) та фортеці-герою Бресту вручалась «Золота Зірка» та орден Леніна.
У лютому-березні 1966 року два атомних підводних човни «К-116» та «К-133» під командуванням контр-адмірала А. І. Сорокіна здійснили перший в історії груповий трансокеанський підводний перехід без вспливання. За 52 доби під водою було пройдено 21000 миль через Атлантичний і Тихий океани. За цей похід Указом ПВР СРСР від 23 травня 1966 року сам Сорокін, капітани II рангу В. Т. Виноградов, С. П. Самсонов, Л. М. Столяров, М. В. Усенко і інженер-капітан II рангу І. Ф. Морозов були удостоєні звання ГРС.
У 1969 році з'явились перші космонавти — двічі ГРС, що отримали обидва ці звання за космічні польоти: полковник В. О. Шаталов та кандидат технічних наук О. С. Єлісєєв. Надалі космонавти, що здійснили третій та четвертий польоти в космос, більше двох звань ГРС не отримували, а нагороджувались орденом Леніна.
Космонавти — громадяни соціалістичних країн також ставали ГРС, а громадяни капіталістичних країн, що здійснили політ на радянській техніці, нагороджувались лише орденом Дружби народів.
У 1966 році Брежнєв Л. І., що вже мав Медаль «Серп і Молот», отримав до свого 60-річного ювілею першу «Золоту Зірку», а в 1976, 1978 та 1981 рр. також до своїх днів народження отримав ще три, ставши першим та єдиним в історії чотириразовим Героєм Радянського Союзу та Героєм Соціалістичної праці (на час нагородження Брежнєва положення про звання ГРС було змінено, і з нього була вилучена норма про обмеження кількості присвоєнь цього звання числом 3).
Одне з останніх присвоєнь звання ГРС відбулося Наказом Президента СРСР від 5 травня 1990 року. Своїм наказом М. С. Горбачов посмертно присвоїв звання ГРС Катерині Івановні Зеленко, яка 12 вересня 1941 року на своєму легкому бомбардувальнику Су-2 таранила німецький винищувач Ме-109 і загинула, знищивши ворожий літак. Це стало першим та єдиним на теперішній час авіаційним тараном у світі, що виконаний жінкою, і першим та єдиним на сьогодні випадком вдалого тарану винищувача за допомогою бомбардувальника.
Останнім в історії Героєм Радянського Союзу став водолазний спеціаліст капітан третього рангу Леонід Михайлович Солодков, якому Наказом Президента СРСР №VII-3158 від 24 грудня 1991 року «за успішне виконання спеціального завдання командування і проявлені при цьому мужність та героїзм» були присвоєні звання Героя Радянського Союзу з врученням медалі «Золота Зірка» № 11664 та ордена Леніна № 460776. Л. М. Солодков, таким чином, став також і останнім кавалером ордена Леніна.
Загалом за всю історію існування СРСР звання ГРС отримали 12745 осіб.
Всього Двічі Героями радянського Союзу стали 154 особи. З них п'ятеро були удостоєні цього звання до війни, 103 нагороджені другою «Золотою Зіркою» в роки війни, 1 (командир танкової бригади Асланов А. А.) був нагороджений другою «Золотою Зіркою» посмертно Наказом від 21 червня 1991 року, 1 (Коккінакі В. К.) був нагороджений обидва рази за випробування авіаційної техніки, 9 стали Двічі Героями у зв'язку з різними ювілеями та 35 стали Двічі ГРС за польоти в космос.
Тричі Героїв Радянського Союзу налічувалось три: Маршал Радянського Союзу Будьоний С. М. (1958, 1963, 1968 рр.), генерал-полковник авіації Кожедуб І. М. (1944, 1944, 1945 рр.), маршал авіації Покришкін О. І. (1943, 1943, 1944 рр.).
Чотириразовими Героями Радянського Союзу стали двоє: Маршали Радянського Союзу Жуков Г. К. (1939, 1944, 1945, 1956) та Брежнєв Л. І. (дати присвоєнь звання ГРС — 18.12.1966, 18.12.1976, 19.12.1978, 18.12.1981; день народження — 19.12.1906).
За національним складом серед Героїв Радянського Союзу було найбільше росіян, на другому місці за кількістю ідуть українці, на третьому — євреї. Найбільша кількість Героїв Радянського Союзу відносно загальної чисельності народу серед осетинів.
За словами В. Литвина, на початку травня 2011 р. в Україні проживало лише 43 Герої Радянського Союзу, і ще минулого року таких людей було вдвічі більше.
Станом на 29 жовтня 2016 року в РФ проживало 15 Героїв Радянського Союзу, які отримали нагороду за Другу світову війну, ще 5 — у країнах СНД.